# Гризен (Гарміш-Партенкірхен)
Гризен (нім. Griesen) — село в Німеччині, складова громади Гарміш-Партенкірхен в однойменному районі землі Баварія.
Входить до складу округу Нижня Баварія.

## Географія
Розташоване на крайньому заході громади в Північних Вапнякових Альпах на висоті 816 м над рівнем моря, практично на кордоні з Австрією (округ Ройтте).

### Клімат
Село знаходиться у зоні, котра характеризується кліматом полярних пустель. Найтепліший місяць — липень із середньою температурою 1.7 °C (35 °F). Найхолодніший місяць — лютий, із середньою температурою -11.1 °С (12 °F).
| Клімат Гризена          | Клімат Гризена | Клімат Гризена | Клімат Гризена | Клімат Гризена | Клімат Гризена | Клімат Гризена | Клімат Гризена | Клімат Гризена | Клімат Гризена | Клімат Гризена | Клімат Гризена | Клімат Гризена | Клімат Гризена |
| Показник                | Січ.           | Лют.           | Бер.           | Квіт.          | Трав.          | Черв.          | Лип.           | Серп.          | Вер.           | Жовт.          | Лист.          | Груд.          | Рік            |
| Середня температура, °C | −10            | −11            | −9             | −7             | −2             | 0              | 2              | 2              | 0              | −2             | −7             | −9             | −4             |
| Норма опадів, мм        | 180            | 154            | 189            | 198            | 171            | 189            | 189            | 164            | 118            | 115            | 156            | 172            | 1995           |
| ----------------------- | -------------- | -------------- | -------------- | -------------- | -------------- | -------------- | -------------- | -------------- | -------------- | -------------- | -------------- | -------------- | -------------- |
| Джерело: Weatherbase    |                |                |                |                |                |                |                |                |                |                |                |                |                |

## Транспорт
- зупинка Ауссерфернської залізниці